# Antocha (Orimargula) possessiva
Antocha (Orimargula) possessiva is een tweevleugelige uit de familie steltmuggen (Limoniidae). De soort komt voor in het Oriëntaals gebied.